# Oxinasphaera bispinosa
Oxinasphaera bispinosa är en kräftdjursart som först beskrevs av Baker 1910.  Oxinasphaera bispinosa ingår i släktet Oxinasphaera och familjen klotkräftor. Inga underarter finns listade i Catalogue of Life.